# One UI
One UI ist eine von Samsung Electronics entwickelte Benutzeroberfläche (User Interface) für Smartphones der Galaxy-Reihe, die auf Android basiert, die Galaxy-Watch-Reihe, die auf Wear OS basiert und die Galaxy-Book-Reihe, die auf Microsoft Windows basiert.
Als Nachfolger von TouchWiz und Samsung Experience wurde One UI am 24. Dezember 2018 in einigen Ländern auf dem Samsung Galaxy S9 und S9+ veröffentlicht; für das Samsung Galaxy Note 8, Samsung Galaxy S8 und S8+ ist One UI seit Februar 2019 erhältlich.
Die neueste Version von One UI (One UI 7) wird zusammen mit Android 15 auf allen Geräten, die nach der Galaxy S25-Serie vorgestellt wurden, geliefert.
Es gibt auch eine Core-Version (One UI Core) mit reduzierter Funktionalität, beispielsweise wird hier das Verschieben von Apps auf die externe SD-Karte nicht unterstützt.
Mit dem Update auf Android 14 hat sich Samsung von der Core-Version verabschiedet. Alle Geräte laufen nun in der Hauptversion von OneUI, jedoch verfügen nach wie vor nicht alle Geräte über alle Funktionen.

## Features
One UI wurde als Teil des Ziels entwickelt, Samsungs Hardware und Software „in perfekter Harmonie zusammenarbeiten“ zu lassen und ein „natürlicheres“ Erlebnis auf Galaxy Geräten zu bieten. Beispielsweise:
- Wichtige Steuerungselemente der Benutzeroberfläche befinden sich in der unteren Bildschirmhälfte, um so im einhändigen Betrieb des Geräts besser erreichbar zu sein;
die obere Hälfte dient nun vorrangig dem Anzeigen von Informationen (Interaction- und Viewing-Area)
- Die Navigationsleiste am unteren Bildschirmrand erhält neue Symbole und übernimmt die mit Android Pie eingeführte Gestensteuerung
- Nachtmodus[4]

One UI 4 führte Material You für die meisten eigenen Dienste und Oberflächen ein. Diese werden schrittweise erweitert.

## Geräte mit One UI
- Samsung-Galaxy-Reihe seit 2018.
- Samsung-Galaxy-Book-Reihe seit 2021.
- Samsung-Galaxy-Watch-Reihe seit 2020.
- Samsung-Galaxy-Tab-Reihe seit 2019.